# Клиффорд, Роберт, 4-й барон де Клиффорд
Роберт Клиффорд (англ. Robert Clifford; умер в 1345) — английский аристократ, 4-й барон де Клиффорд с 1344 года. Участник Столетней войны.

## Биография
Роберт был старшим сыном 3-го барона де Клиффорда, носившего то же имя, и его жены Изабеллы Беркли. На момент смерти отца в 1344 году Роберту-младшему было от 13 до 16 лет; его опекуном стал Ральф Невилл, 2-й барон Невилл из Рэби, вскоре женивший Клиффорда на своей дочери Эуфемии.
Барон принял участие в боевых действиях на континенте. Там он и умер в 1345 году, не успев достигнуть совершеннолетия. Детей у Роберта не было, так что родовые земли и титул перешли к его младшему брату Роджеру.